# Ландин Якобсен, Никлас
Никлас Ландин Якобсен (дат. Niklas Landin Jacobsen; род. 19 декабря 1988, Søborg, Копенгаген) — датский гандболист, выступающий в датском клубе «Ольборг» и за сборную Дании. Двукратный олимпийский чемпион (2016 и 2024), чемпион мира 2019 и 2021 годов, чемпион Европы 2012 года. Игрок года ИГФ (2019, 2021). Старший брат гандболиста Магнуса Ландина Якобсена.

## Карьера

### Клубная
Никлас Ландин Якобсен начинал свою карьеру выступая за датские клубы КФУМ Копенгаген, Свендборг, Бёеррингбро-Силькеборг. В 2012 году Никлас Ландин перешёл в немецкий клуб «Райн-Неккар Лёвен». В 2013 году Никлас Ландин выиграл в составе «Райн-Неккар Лёвен» кубок ЕГФ. В 2015 году Никлас Ландин перешёл в «Киль».

### В сборной
Никлас Ландин Якобсен выступает за сборную Дании с 2008 года. За сборную Ландин сыграл более 190 матчей и забросил 9 мячей. Чемпион летних Олимпийских игр 2016 года, лучший вратарь олимпийского турнира 2016 года.

## Достижения

### Командные
- Олимпийский чемпион: 2016
- Чемпион мира: 2019
- Серебряный призёр чемпионатов мира (2): 2011, 2013
- Чемпион Европы: 2012
- Серебряный призёр чемпионата Европы: 2014
- Победитель суперкубка Германии: 2015
- Победитель Кубка ЕГФ: 2013, 2019
- Победитель Лиги чемпионов: 2020

### Личные
- Лучший вратарь олимпийского турнира: 2016, 2024
- Лучший вратарь чемпионата мира (2): 2013, 2019[2]
- Игрок года ИГФ: 2019, 2021
- Гандболист года в Дании: 2012, 2014, 2020
- Гандболист года в Германии: 2021

## Статистика
| Сезон        | Клуб              | Лига       | Матчи | Голы | 7-м | Голы |
| ------------ | ----------------- | ---------- | ----- | ---- | --- | ---- |
| 2012-13      | Райн-Неккар Лёвен | Бундеслига | 34    | 1    | 0   | 1    |
| 2013-14      | Райн-Неккар Лёвен | Бундеслига | 34    | 0    | 0   | 0    |
| 2014/15      | Райн-Неккар Лёвен | Бундеслига | 36    | 0    | 0   | 0    |
| 2015/16      | Киль              | Бундеслига | 32    | 1    | 0   | 1    |
| 2016/17      | Киль              | Бундеслига | 33    | 3    | 0   | 3    |
| 2017/18      | Киль              | Бундеслига | 29    | 4    | 0   | 4    |
| 2018/19      | Киль              | Бундеслига | 34    | 4    | 0   | 4    |
| 2012-по н.в. | Итого             | Бундеслига | 232   | 13   | 0   | 13   |